# Euginoma cavalieri
Euginoma cavalieri is een mosdiertjessoort uit de familie van de Cellariidae. De wetenschappelijke naam van de soort is voor het eerst geldig gepubliceerd in 1963 door Lagaaij.